# Đạ Long
Đạ Long là một xã thuộc huyện Đam Rông, tỉnh Lâm Đồng, Việt Nam.

## Địa lý
Xã Đạ Long có diện tích 53,47 km², dân số năm 2022 là 3.910 người, mật độ dân số đạt 73 người/km².

## Lịch sử
Ngày 14 tháng 3 năm 1979, Hội đồng Chính phủ ban hành Quyết định số 116-CP về việc chuyển xã Đạ Long thuộc huyện Đức Trọng về huyện Lạc Dương mới thành lập quản lý.
Ngày 24 tháng 8 năm 1999, Chính phủ ban hành Nghị định số 79/1999/NĐ-CP về việc thành lập xã Đưng K'Nớ trên cơ sở 16.500 ha diện tích tự nhiên và 1.146 nhân khẩu của xã Đạ Long.
Sau khi điều chỉnh địa giới hành chính, xã Đạ Long còn lại 7.930 ha diện tích tự nhiên và 1.789 nhân khẩu.
Ngày 17 tháng 11 năm 2004, Chính phủ ban hành Nghị định số 189/2004/NĐ-CP về việc chuyển xã Đạ Long thuộc huyện Lạc Dương về huyện Đam Rông mới thành lập quản lý.
Ngày 21 tháng 1 năm 2020, HĐND tỉnh Lâm Đồng ban hành Nghị quyết số 166/NQ-HĐND về việc sáp nhập Thôn 5 vào Thôn 2.